# Chantal Molenkamp
Chantal Molenkamp (Alkmaar, 11 november 1990) is een Nederlands zwemster.

## Biografie
Ze werd geboren met een zeldzame auto-immuunziekte, genaamd gemengde bindweefselziekte. Deze diagnose werd op haar vijftiende gesteld. Omdat haar afweersysteem zich tegen haar eigen lichaam keert, kan ze overal ontstekingen krijgen. Ook heeft ze last van een laag energieniveau door ernstige vermoeidheid en krachtverlies. Door haar beperkte spierkracht kan ze niet lang lopen of staan. Zwemmen, wat ze sinds haar kleuterjaren beoefent, gaat wel goed.
Tijdens het EK 2011 in Berlijn veroverde Molenkamp brons op de 50 meter vrije slag in een tijd van 29.95. In de series zwom zij 29.84. Verder werd zij 6e op de 100 meter vrije slag en 100 meter vlinderslag en 9e op de 200 meter wisselslag. Ze nam in 2012 deel aan de Paralympische Zomerspelen in Londen. Daar kwam ze op zowel de 50 meter als de 100 meter vrije slag niet verder dan de kwalificatierondes. Vier jaar later, bij de Paralympische Zomerspelen in Rio de Janeiro, werd ze zesde op de 50 meter vrije slag.
Molenkamp woont in Alkmaar. Ze zwemt bij de Alkmaarse zwemclub DAW.

## Resultaten
Ze komt uit in de categorie S10, voor mensen met een lichte beperking.

### Internationaal
| Evenement | Resultaat        | Onderdeel        |
| --------- | ---------------- | ---------------- |
| WK 2010   | series (30.43)   | 50m vrije slag   |
| WK 2010   | series (1:07.15) | 100m vrije slag  |
| WK 2010   | series (1:16.04) | 100m vlinderslag |
| WK 2010   | series (1:19.91) | 100m rugslag     |
| WK 2010   | series (1:30.06) | 100m schoolslag  |
| WK 2010   | series (2:46.33) | 200m wisselslag  |
| EK 2011   | (29.95)          | 50m vrije slag   |
| EK 2011   | 6e (1:06.86)     | 100m vrije slag  |
| EK 2011   | 6e (1:16.61)     | 100m vlinderslag |
| EK 2011   | 9e (2:49.39)     | 200m wisselslag  |
| WK 2013   | 5e (29.36)       | 50m vrije slag   |
| WK 2013   | 6e (1:05.61)     | 100m vrije slag  |
| WK 2013   | 8e (1:16.84)     | 100m vlinderslag |

### Paralympische Spelen
| Evenement           | Resultaat              | Onderdeel       |
| ------------------- | ---------------------- | --------------- |
| Londen 2012         | series - 30.09 (11e)   | 50m vrije slag  |
| Londen 2012         | series - 1:06.52 (11e) | 100m vrije slag |
| Rio de Janeiro 2016 | finale - 28.93 (6e)    | 50m vrije slag  |